# Dasypus hybridus
Dasypus hybridus là một loài động vật có vú trong họ Dasypodidae, bộ Cingulata. Loài này được Desmarest mô tả năm 1804. Loài này có ở Argentina, Brasil, Paraguay và Uruguay. Chúng là động vật có vú nhỏ có màu xám, dài từ 25 đến 50 cm và nặng khoảng 1,5 kg. Họ thuộc về bộ Cingulata và có một vỏ áo giáp da có chín đai.

## Phân bố, môi trường sống và chế độ ăn
Dasypus hybridus sống ở vùng đồng cỏ ở miền bắc Argentina, Uruguay, miền nam Brasil và Paraguay. Chúng sống trong hang hốc nhỏ. Chế độ ăn uống bao gồm chủ yếu là động vật mặc dù chúng cũng có thể ăn rau.

## Hình ảnh

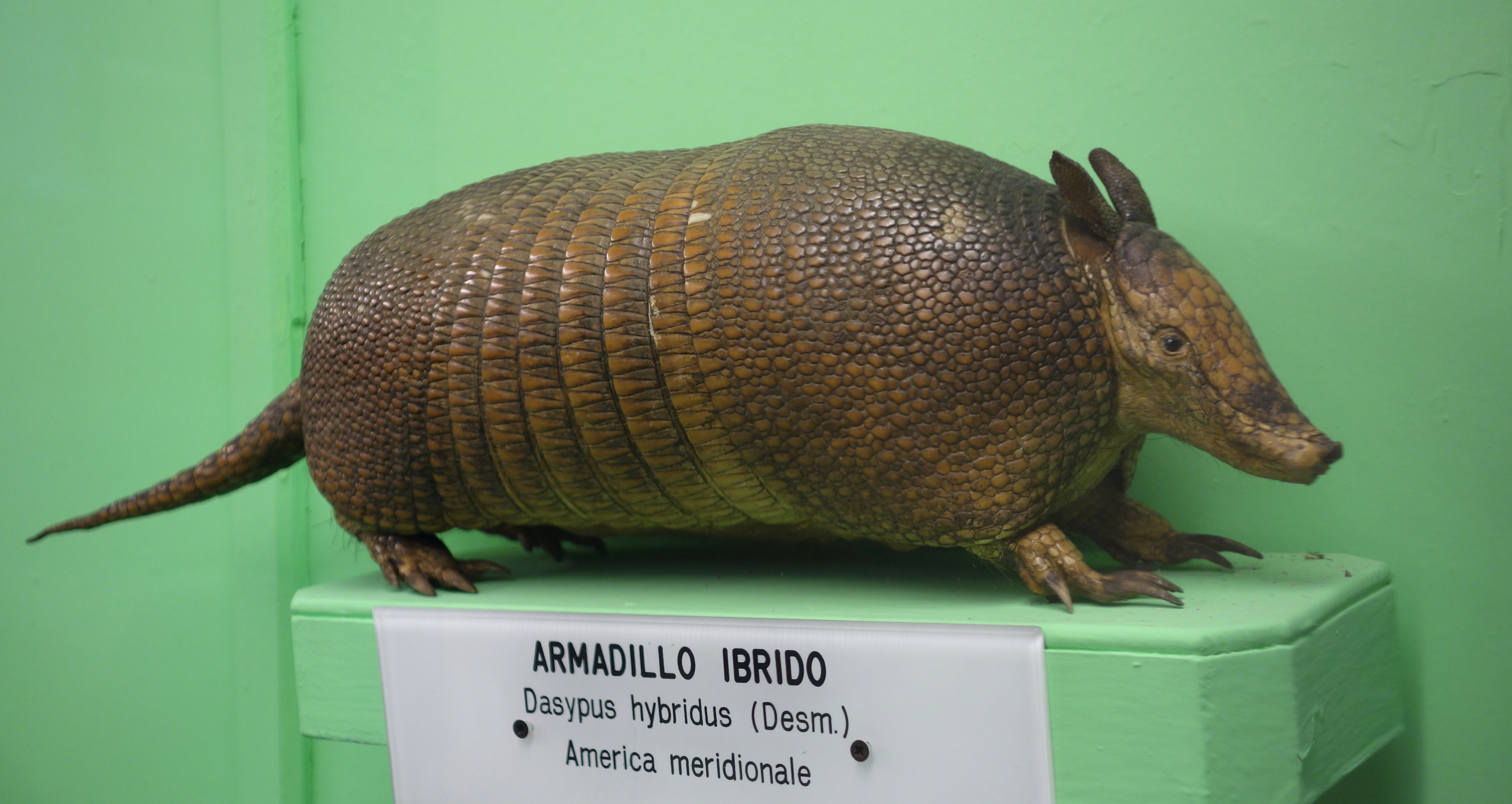
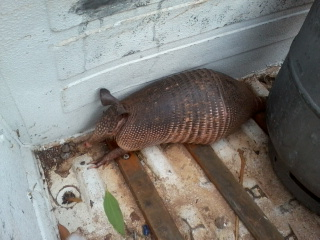